# 五色豆

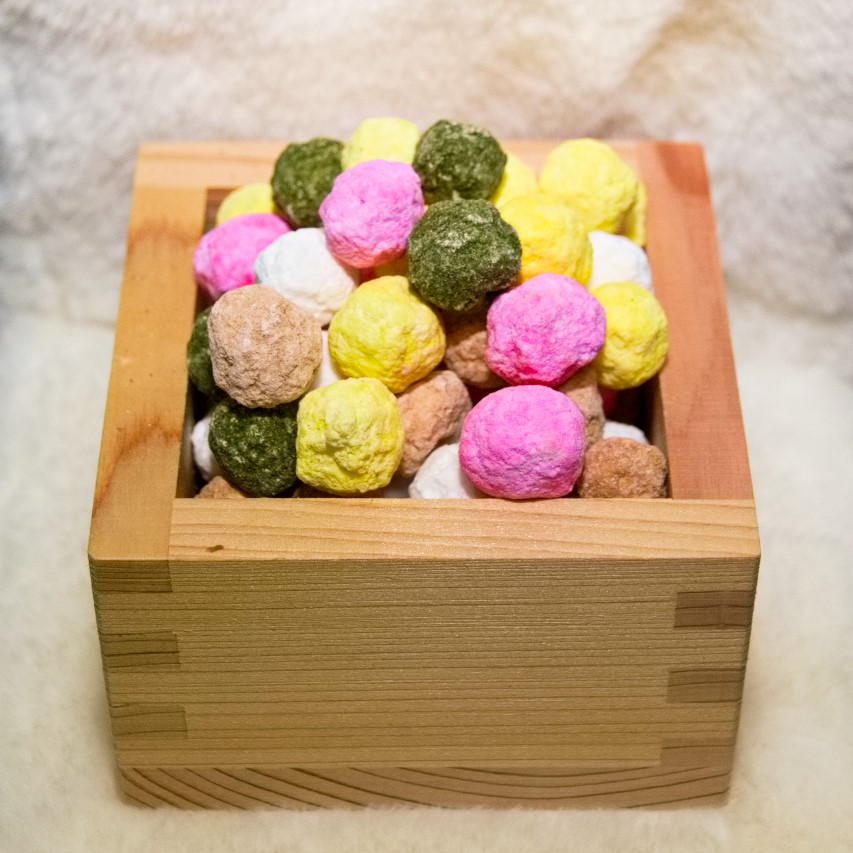
五色豆。えんどう豆でできており、白、桃、黄、茶、緑の五色がある。

五色豆（ごしきまめ）は糖衣のいり豆に5色の色を付けたもので、京都の銘菓。

## 概要
豆をいり、五彩色の砂糖の衣をかけたもので、色彩はおもに白・青・赤・黄・黒である。白は金、青は木、赤は火、黄は土、黒は水を表し、合わせて大地を象徴しているとされる。
商品の形状としては、上部が透明な箱に入れられ、5色の状態が見えるようにされたものが多い。
明治20年（1887年）、京都の和菓子屋「豆政」の初代・角田政吉が、白色しかなかったえんどう豆に青・赤・黄・黒（ニッキの褐色）の四色を加えた「五色砂糖掛豆」（現在の夷川五色豆）を考案。宮中の五彩色を表現したこの商品は縁起物として人気を博し京都の銘菓となった。